# Супо II
Супо II (на латински: Suppo II; на италиански: Suppone II, ок. 835 – ок. 885) от фамилията Супониди, е граф на Парма, Асти и Торино.

## Биография
Той е син на Аделчис I, херцог на Сполето и брат на Енгелберга, съпругата на император Лудвиг II.
Супо II заема заедно с братовчед си Супо II (III) видно положение в двора на император Лудвиг II.

## Фамилия
Той е женен вероятно за Берта († 921) и е баща на:
- Аделчис II, граф на Парма и Пиаченца
- Вифред, граф на Пиаченца
- Бозо, граф на Парма
- Ардинг, епископ на Бреша
- Бертила (* ок. 860, † преди декември 915), жени се 880/890 г. за Беренгар I, маркграф на Фриули от 874, крал на Италия от 888, император на Запада от 916 г.